# Autobús biarticulat

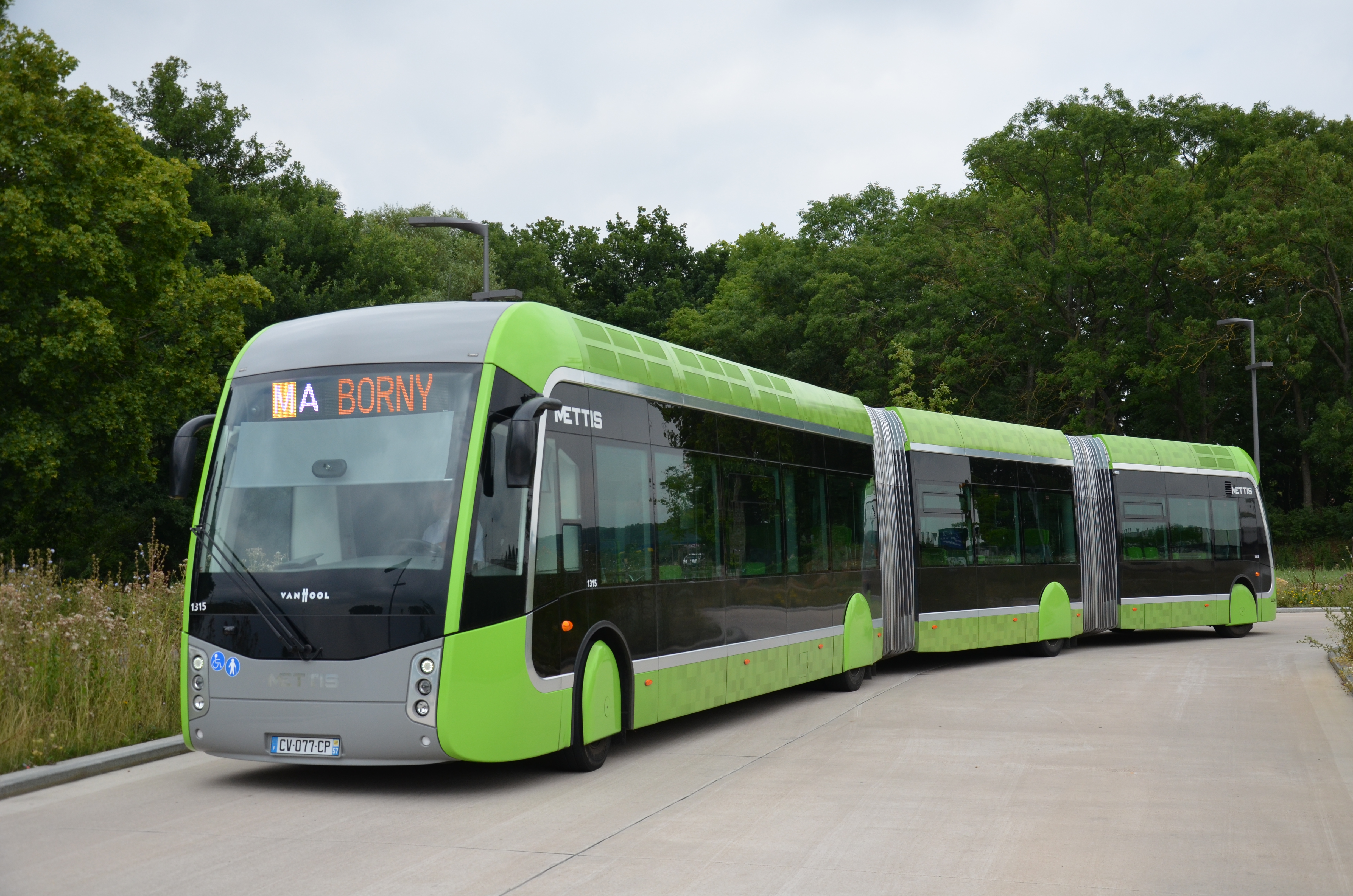
Un Van Hool ExquiCity 24 biarticulat als serveis de Mettis a Metz, França

Un autobús biarticulat o doble articulat és un tipus d'autobús articulat de gran capacitat amb un eix addicional i una segona articulació, incrementant així la seva llargada i capacitat. Els autobusos biarticulats solen utilitzar-se en rutes d'alta demanda o en esquemes de trànsit ràpid d'autobusos més que en rutes d'autobusos convencionals.

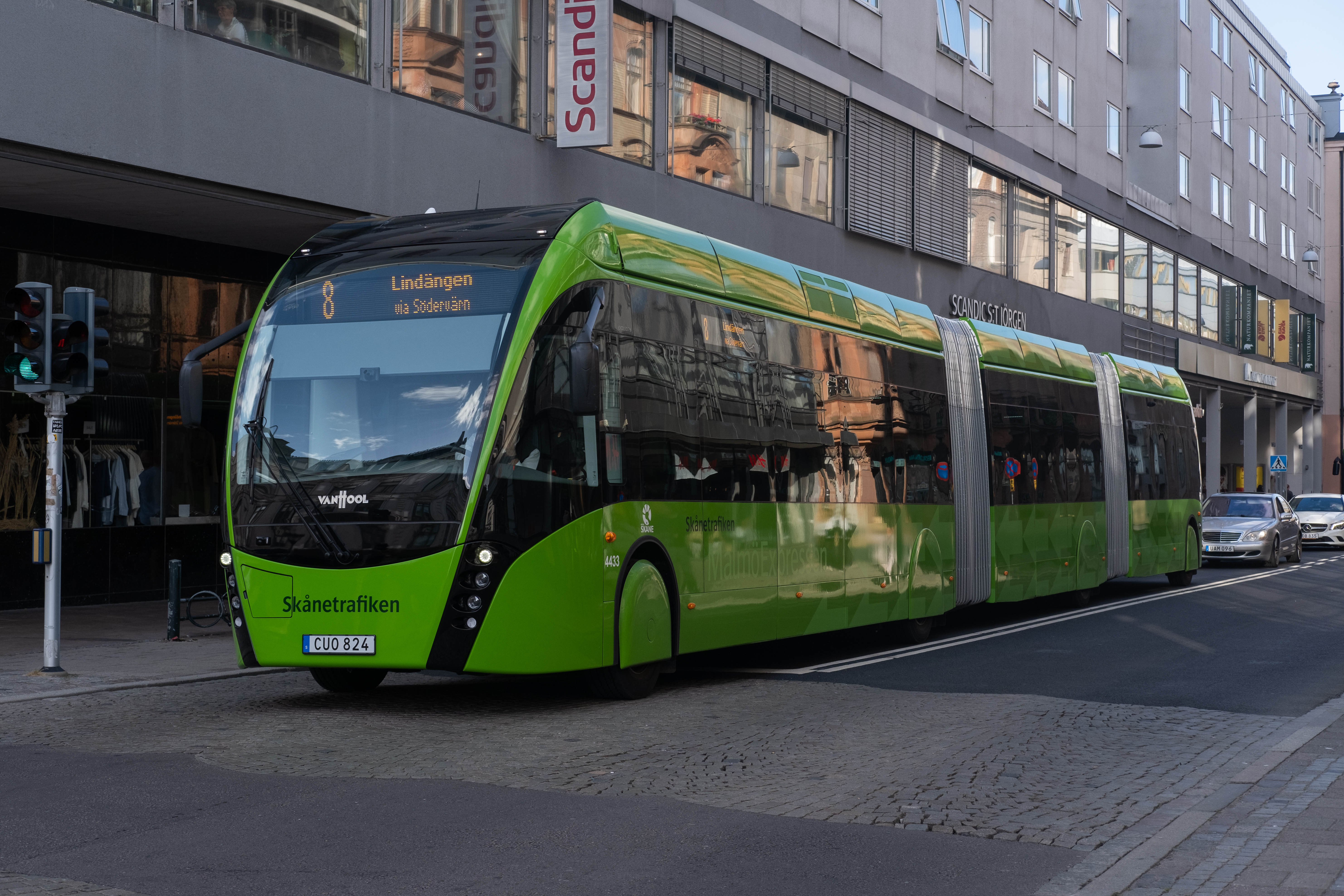
Autobús biarticulat a Malmö

## Consideracions de disseny
Alguns autobusos biarticulats poden seguir el disseny dels tramvies per la seva similitud de característiques. El pagament es fa normalment a fora de l'autobús.
En comparació amb l'ús de diversos autobusos més petits en una ruta, els reptes amb un autobús biarticulat inclouen:
- dificultats per maniobrar en el trànsit
- un radi de gir augmentat
- la necessitat de disposar d'andanes de l'estació de més llargària
- freqüència reduïda del servei (un autobús més gran cada 10 minuts en lloc de dos autobusos de mida normal que arriben cada 5 minuts)
- menys flexibilitat per a la programació, l'encaminament i el manteniment.

Tanmateix, un autobús biarticulat requereix menys conductors en relació amb el nombre de passatgers per autobús.

## Primeres versions
A finals de la dècada de 1980, els fabricants francesos Renault i Heuliez Bus van desenvolupar el "Mégabus" (oficialment el Heuliez GX237), un autobús biarticulat de pis alt. El fabricant de Mégabus va visitar agències de trànsit de tota França, però l'única ciutat que els va encarregar va ser Bordeus (una comanda de 10 autobusos, construït el 1989). Aquests autobusos es van utilitzar fins que es va obrir el sistema de tramvia de la ciutat el 2004.
El fabricant d'autobusos hongarès Ikarus també va desenvolupar un prototip d'autobús biarticulat, l'Ikarus 293, a principis dels anys noranta.

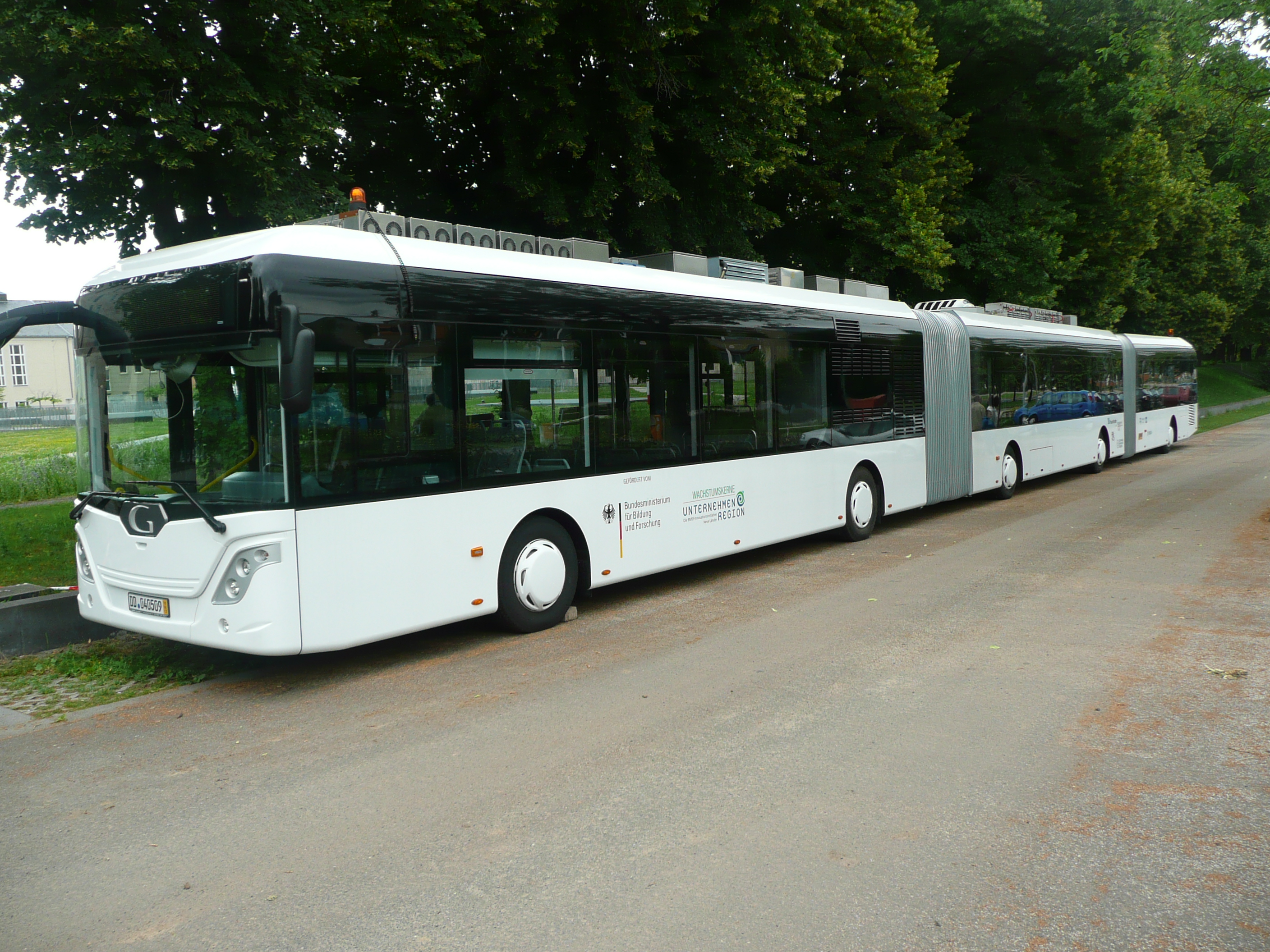
Un AutoTram Extra Grand

A Bucarest, l'ITB (avui STB) operava un troleibús de doble articulació l'any 1988. Aquest vehicle va ser construït per satisfer la necessitat de transport de persones d'alta capacitat. Tanmateix, el motor de tracció d'aquest troleibús va resultar insuficient per a un vehicle tan pesat, i molt menys el pes dels passatgers quan funcionava a plena capacitat. Com a resultat, el vehicle era molt lent i tenia problemes per operar en pendents. També tenia problemes per fer girs pronunciats i era difícil de controlar, sobretot amb neu o gel. Aquest troleibús funcionava en línies llargues amb carreteres amples i sense grans girs. El trànsit de Bucarest es va fer cada cop més intens a finals dels anys noranta i l'empresa va buscar troleibusos més curts. El DAC 122E va ser retirat del servei regular, utilitzant-se ocasionalment fins a l'any 2000 quan va ser totalment retirat del servei, substituit pels llavors nous Ikarus 415T i desballestat. Bucarest ja no opera vehicles biarticulats (excepte els tramvies) a causa dels alts nivells de trànsit.

## Ús

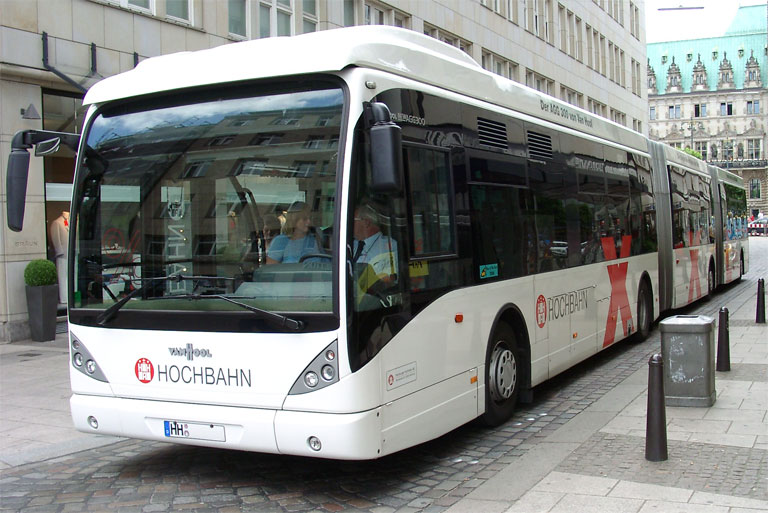
Un autobús biarticulat Van Hool a Hamburg, Alemanya

Un autobús biarticulat és un vehicle llarg i normalment requereix un conductor especialment entrenat, ja que les maniobres (sobretot la marxa enrere) poden ser difícils. Els troleibusos elèctrics articulats poden ser difícils de controlar, ja que els seus motors produeixen una potència màxima momentània de més de 600 quilowatts (805 CV). Els autobusos biarticulats són difícils d'aparcar en marxa enrere, ja que les articulacions obliguen l'autobús a fer una forma de zig-zag.
El sistema de trànsit que més temps ha utilitzat autobusos biarticulats és la Rede Integrada de Transporte, a Curitiba, Brasil, que ofereix un tipus de servei que es defineix com a bus rapid transit (BRT). on els autobusos circulen en carrils específics i paren només a estacions específiques. L'ús d'autobusos biarticulats es va iniciar l'any 1992, amb vehicles fabricats per Volvo i Marcopolo /Ciferal, capaços de transportar fins a 270 passatgers. Cada autobús biarticulat està equipat amb cinc portes on els passatgers poden entrar i sortir ràpidament. Els autobusos s'aturen només a estacions tancades en forma de tub, on els passatgers paguen per avançat la tarifa i després s'embarquen al mateix nivell que el sòl del vehicle. Curitiba té més de 170 autobusos biarticulats en funcionament en rutes que donen servei a cinc corredors principals de carrils bus reservats. Aquests autobusos funcionen en un període mitjà de 50 segons durant les hores punta.

### Bèlgica
El 28 de juny de 2020, l'empresa de transport públic regional flamenca De Lijn va inaugurar el Ringtrambus (ruta 820) entre l'aeroport de Brussel·les i Jette via Vilvoorde, operat cada mitja hora per 14 autobusos de doble articulació de 24 metres. El servei es va presentar com un pas cap al tramvia que es va proposar inicialment.

### Brasil
Els fabricants brasilers de carrosseries d'autobusos Marcopolo, CAIO, Busscar i, més recentment, Neobus han fabricat molts autobusos biarticulats sobre el xassís Volvo. Actualment s'utilitzen a Rio de Janeiro, São Paulo, Campinas, Goiânia, Curitiba i, fora del Brasil, a Bogotà, Colòmbia.
El novembre de 2016, Volvo va llançar el xassís bi-bus Volvo Gran Artic 300, desenvolupat específicament al Brasil per a sistemes BRT. Amb 30 metres de llarg aquest autobús és capaç de transportar 300 passatgers.

### Canadà
El novembre de 2019, l'empresa de transport de la ciutat de Quebec va anunciar que es planejava obrir la primera línia BRT de la ciutat l'any 2026, utilitzant una flota d'autobusos elèctrics biarticulats. La ciutat de Quebec és la primera i única ciutat nord-americana a fer un anunci d'aquest tipus.

### Xina
El fabricant xinès Youngman va desenvolupar un autobús biarticulat per a 300 passatgers amb 25 metres llarg. El 2007 aquests autobusos van començar a donar servei de prova a Pequín.

### Colòmbia
TransMilenio a Bogotà ha operat autobusos biarticulats des del 2009 en línies de BRT, havent-ne comprat 120 el 2013. El 2020 en va rebre 58 més.

### República Txeca
A Praga s'utilitza un autobús biarticulat amb una capacitat d'uns 180 passatgers a la línia que connecta l'aeroport Václav Havel de Praga amb la ciutat.

### Equador
Empresa de transport de Quito opera autobusos biarticulats des de 2016, havent-ne comprat 80.

### França
A França s'utilitzen autobusos biarticulats a Nantes, Metz i Nimes. Els autobusos utilitzats són versions hibrides de diesel-elèctric o gas natural-elèctric.

### Alemanya
A les ciutats alemanyes d'Aquisgrà (línies 5 i 45) i Hamburg (Metrobus 5 i Eilbus E86) s'utilitzen autobusos biarticulats amb una capacitat d'uns 180 passatgers on els autobusos articulats no són capaços de gestionar l'enorme nombre de passatgers per dia. A Hamburg es van jubilar l'any 2018 després de 13 anys de servei, ja que començaven a requerir cada cop més manteniment a causa de la seva edat creixent i un nivell de desgast inusual.
El 2012 es va presentar l' AutoTram Extra Grand a Dresden. Amb una longitud total de 30,73 metres va ser l'autobús més llarg en servei, amb una capacitat de 256 passatgers. El seu disseny únic de 5 eixos era possible mitjançant la direcció avançada controlada per ordinador als 3 eixos posteriors.

### Països Baixos
Al setembre de 2002, quinze autobusos biarticulats van ser desplegats a les línies 11 i 12 a Utrecht, connectant l'estació central de ferrocarril amb els edificis d'oficines, col·legis i universitats a la vora de la ciutat. Des de llavors s'han afegit dotze més.
Des d'agost de 2014 fins a 2016 van estar en servei a Groningen, Països Baixos, els autobusos biarticulats del fabricant suís Hess en la ruta des de l'estació principal de tren a través del centre de la ciutat fins a la universitat al nord de la ciutat. L'any 2016 aquests autobusos es van traslladar a Utrecht perquè les característiques d'aquesta línia van fer que el motor híbrid no funcionés correctament.

### Noruega
Des de l'agost de 2019, Trondheim utilitza autobusos biarticulats híbrids en tres rutes principals, conegudes com el sistema Metrobuss.

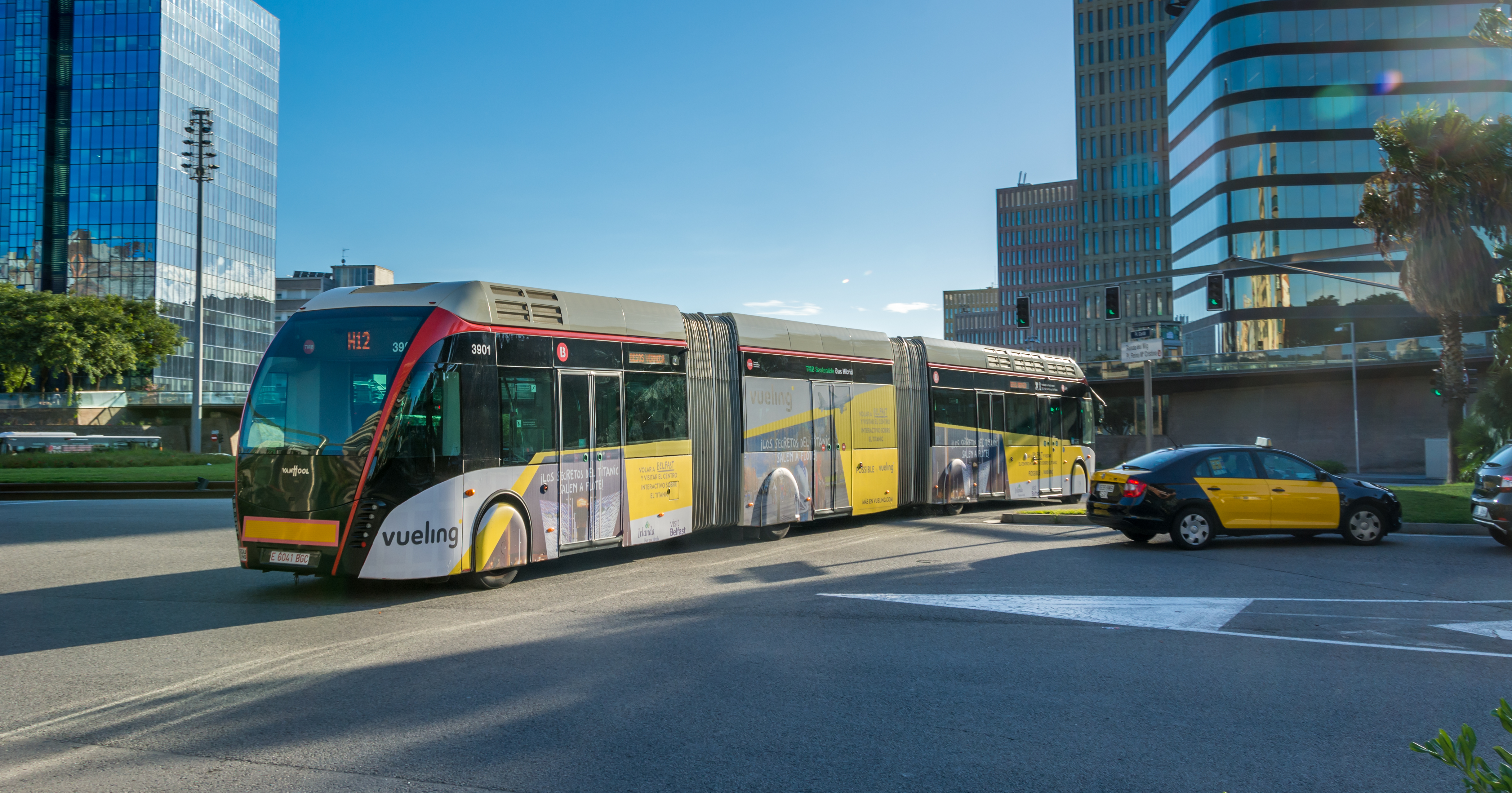

### Espanya
Barcelona disposa d'autobusos biarticulats de 24 metres de llargada i capacitat per a 164 persones a la línia H12 des del maig de 2013. Van ser els primers a operar en l'estat espanyol i a causa de la normativa espanyola en la qual no es permet circulacions de vehicles tractors amb dos remolcs se li va donar la condició de vehicle especial (per això té la matrícula vermella amb distintiu E). A aquest tipus de vehicles (tractor + 2 remolcs) només se'ls permet de circular per rutes fixades i autoritzades pels Ajuntaments on passen (en aquest cas Barcelona i l'Hospitalet).
Els autobusos són del fabricant VanHool del tipus ExquiCity híbrids i van operar a les línies H12 i D20 entre 2013 i 2024. El 2024 es van deixar retirar de circulació per problemes de fiabilitat i de consum de combustible.

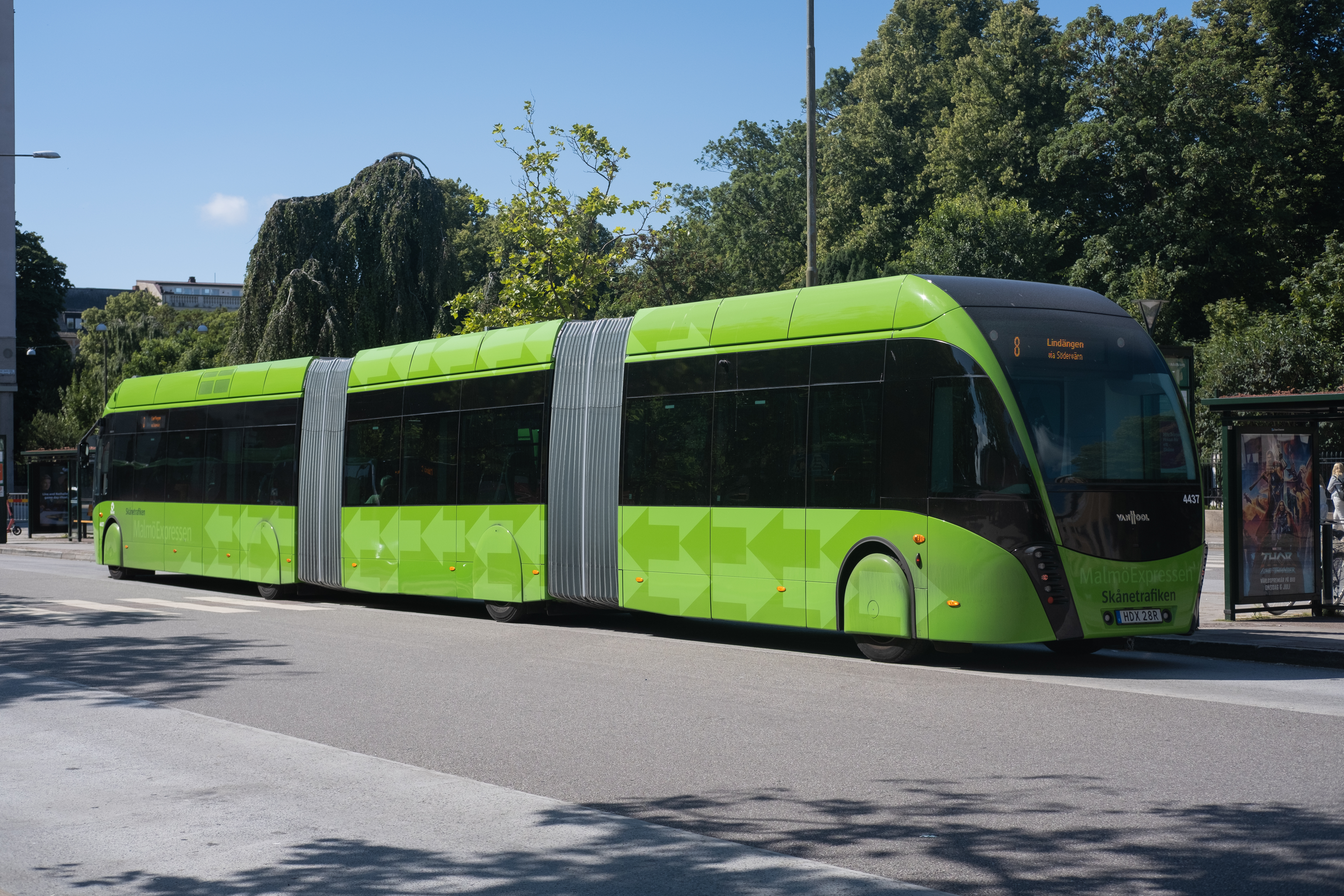
Malmö Expressen

### Suècia
Volvo va fabricar diversos autobusos biarticulats que ara s'utilitzen a Göteborg i actualment s'estan substituint per autobusos articulats normals.
Actualment, la ciutat de Malmö opera una línia d'autobús com a ruta de trànsit ràpid amb autobusos biarticulats de 24 metres de llarg de Van Hool, i es preveu actualitzar més rutes d'autobusos locals amb aquests autobusos biarticulats.

### Suïssa
A diverses ciutats suïsses com ara Zuric, Ginebra, Lausana i Lucerna s'utilitza un troleibús biarticulat anomenat LighTram fets pel fabricant suís Hess.